# Липовое (Краснодонский район)
Липовое (укр. Липове) — село в Краснодонском районе Луганской области Украины. Де факто — с 2014 года населённый пункт контролируется самопровозглашённой Луганской Народной Республикой.
Входит в Белоскелеватский сельский совет.

## Население
Население — 105 человек (2001).

## География
Расположено в водосборном бассейне реки Северского Донца. Соседние населённые пункты: город Суходольск на юге, сёла Дружное и Малый Суходол на юго-востоке, Большой Суходол на востоке, Радостное и Давыдо-Никольское на северо-востоке, Водоток и Ивановка на севере, Габун, Белоскелеватое, Лысое на северо-западе, Придорожное и Новоанновка на западе, Самсоновка и город Молодогвардейск на юго-западе.